# Diana Da Rugna
Diana Da Rugna (Feltre, 16 gennaio 1989) è un'ex hockeista su ghiaccio italiana, di ruolo ala destra.

## Biografia
Nata a Feltre ma cresciuta a Lamon, in carriera la Da Rugna ha vestito le maglie di Agordo (dal 2003 al 2009, e per la stagione 2009-2010 solo in EWHL) e EV Bozen Eagles (per la stagione 2009-2010 in campionato, nella stagione 2010-2011 e nella prima parte di quella successiva, e poi dal 2012 al 2015). Ha vestito anche la maglia delle danesi Herlev Hornets per la seconda parte della stagione 2011-2012: le Hornets giunsero a pari punti con lo Hvidovre, ma il titolo andò a queste ultime in virtù dei migliori risultati negli scontri con la terza classificata, l'Odense.
Ha lungamente vestito la maglia dell'Italia, con cui ha giocato le olimpiadi di Torino 2006 e otto edizioni dei mondiali.

## Palmarès
- Campionato italiano femminile: 7

Agordo: 2006-2007, 2007-2008, 2008-2009
EV Bozen Eagles: 2009-2010, 2010-2011, 2012-2013, 2013-2014
- EWHL: 1

EV Bozen Eagles: 2013-2014